# Gian Chiarion Casoni
Giovanni Chiarion Casoni, detto Gian (Venezia, 11 settembre 1932 – Roma, 30 gennaio 2007), è stato un dirigente sportivo italiano.

## Rapporti con la Lazio

### Sezione Calcio
Nella sezione calcistica della S.S. Lazio ricoprì diversi incarichi.
Nel 1965, a seguito dell'ennesima crisi economica della società biancoceleste, venne nominato commissario straordinario. Il fallimento venne evitato grazie all'opera di convincimento che intraprese con i calciatori, che accettarono la rinuncia e lo spalmamento di parte dell'ingaggio. In quel ruolo rimase cinque mesi sino all'arrivo di Umberto Lenzini. In quel periodo la compagine romana disputò nove incontri riuscendo a rimanere imbattuta.
Sotto la presidenza Lenzini ricoprì il ruolo di vicepresidente, occupandosi principalmente delle questioni finanziarie, badando alla stabilità economica della società, tuttavia partecipò attivamente, assieme al direttore sportivo Antonio Sbardella, ad alcune operazioni di mercato. Nel 1969 firmò a Milano i contratti di Giorgio Chinaglia e Pino Wilson, all'epoca di proprietà dell'Internapoli.
Il 23 luglio del 1981 venne nominato presidente della S.S. Lazio. Fin dall'inizio dovette affrontare molti problemi, infatti quando assunse l'incarico la squadra biancoceleste era stata da poco retrocessa in Serie B in seguito allo scandalo del Totonero.
Sotto la sua gestione la Lazio ottenne prima un 11º posto, nella stagione 1981-82, giungendo poi alla promozione in Serie A nel campionato seguente quando la Lazio ottenne il secondo posto in classifica alle spalle del Milan.
Nel 1983 lascia la presidenza a Giorgio Chinaglia, rimanendo comunque in società.
Nel 2004, a seguito della crisi economica della Lazio dopo il crac Cirio, fu uno degli artefici de Lazionista, operazione economica che promosse sottoscrizioni di capitale sociale dirette o indirette della Lazio quotata in borsa. L'operazione fu un successo, infatti, nonostante le pessime prospettive economiche legate all'investimento, circa 5.000 famiglie di tifosi laziali raccolsero oltre 1,5 milioni di euro. Fu anche grazie a questo contributo che la società condusse in porto l'aumento di capitale che permise poi l'iscrizione della squadra al campionato di calcio di Serie A 2004-05.

### Sezione Pallavolo
Gian Chiarion Casoni fu uno degli artefici, nel 1951, con Renato Marsicola, Giovanni Jommi e Ernesto Calcagni della fondazione della sezione pallavolo della S.S. Lazio, ricoprendo dapprima il ruolo di vicepresidente e divenendo in seguito più volte presidente.

### Sezione Pallamano
Nel 1992 viene nominato presidente della sezione pallamano della S.S. Lazio. Sotto la sua gestione la Lazio ebbe il suo miglior periodo, infatti quell'anno in campionato giunse quarta in classifica sfiorando di poco la conquista dello Scudetto nei play off. Nel 1996 quando la squadra militava nel campionato di Serie A2 lasciò la presidenza a Giuseppe Langiano.